# Daniel Gustaf Cedercrona
Daniel Gustaf Cedercrona, född 1706 och död 1752, var en svensk genealog.
Cedercrona blev riddarhusfiskal 1741, och fick 1743 ridderskapet och adelns uppdrag att fortsätta den av Karl Ludvig von Schantz påbörjade handritade vapenbok, av vilken endast de grevliga och friherrliga vapnen utkommit 1734. 1745 utgav Cedercrona även de adliga vapnen. Han blev 1748 assessor i Göta hovrätt.